# Nedim Bajrami
Nedim Bajrami (* 28. Februar 1999 in Zürich, Schweiz) ist ein schweizerisch-albanischer Fussballspieler, der zurzeit in der Scottish Premiership bei den Glasgow Rangers unter Vertrag steht.

## Karriere
Bajrami wurde am 28. Februar 1999 als Sohn albanischer Immigranten aus Nordmazedonien in Zürich geboren. Seine Jugendkarriere begann er beim lokalen Verein Grasshoppers Zürich. Im Jahr 2017 wurde er nach 8 Jahren in den Jugendmannschaften ein fixer Bestandteil der ersten Mannschaft. Bis zum Jahr 2019 absolvierte Bajrami insgesamt 69 Ligaspiele und erzielte in denen 6 Tore. Zur Saison 2019/20 wurde Bajrami zum FC Empoli ausgeliehen. Die Leihe enthielt eine Kaufoption, die am Ende der laufenden Saison gezogen wurde. Für den FC Empoli bestritt Bajrami 108 Spiele, und es gelangen ihm insgesamt 12 Treffer.
Im Frühjahr 2023 folgte eine Leihe zum Ligakonkurrenten US Sassuolo. Bajrami wechselte daraufhin im Sommer fest zum US Sassuolo, da die obligatorische Kaufpflicht im Leihvertrag aktiviert wurde.
Im August 2024 wechselte Bajrami zu den Glasgow Rangers nach Schottland.

## Nationalmannschaft
Während der Saison 2016/17 wurde Bajrami in die Schweizer U-19-Nationalmannschaft berufen. Am 10. November 2016 debütierte Bajrami für die U-19 gegen die armenische U-19-Fussballnationalmannschaft. Ein Jahr später erzielte Bajrami sein erstes Tor im 5:1-Sieg gegen die Auswahl der U-19 von Liechtenstein. Im Mai 2018 bestritt Bajrami unter dem Trainer Mauro Lustrinelli sein erstes Spiel für die Schweizer U-21. In dieser Auswahl absolvierte Bajrami 11 Spiele, in denen ihm auch ein Treffer gelang.
Im Jahr 2021 erhielt Bajrami die albanische Staatsbürgerschaft und war nach langem Rechtsstreit berechtigt, für Albanien aufzulaufen. Im selben Jahr wurde Bajrami im Rahmen der WM-Qualifikationsspiele 2022 für die albanische Nationalmannschaft aufgerufen und debütierte in seinem ersten Spiel in der Startaufstellung im 1:0-Erfolg gegen Ungarn.
Bei der Fussball-Europameisterschaft 2024 erzielte er bei der 1:2-Niederlage im Vorrundenspiel gegen Italien mit der 1:0-Führung für Albanien nach 23 Sekunden das schnellste Tor in der EM-Geschichte.

## Persönliches
Bajramis Eltern sind albanische Immigranten aus Tetovo (Vater) respektive Gostivar (Mutter) in Nordmazedonien.
Er besitzt die albanische sowie auch die Schweizer Staatsbürgerschaft und spricht fliessend Deutsch, Italienisch und Albanisch.